# Trương Thị Lệ Trinh
Trương Thị Lệ Trinh (* 1985 oder 1986) ist eine ehemalige vietnamesische Fußballschiedsrichterassistentin.
Trương begann 2010 als Schiedsrichterin. Von 2012 bis 2022 stand Trương auf der Liste der FIFA-Schiedsrichter und war an der Spielleitung internationaler Fußballspiele beteiligt.
Trương war als Schiedsrichterassistentin unter anderem beim Algarve-Cup 2016, bei der U-17-Weltmeisterschaft 2016 in Jordanien, bei den Asienspielen 2018 in Indonesien, bei der U-17-Weltmeisterschaft 2018 in Uruguay, bei der U-20-Weltmeisterschaft 2022 in Costa Rica sowie bei diversen Qualifikations- und Freundschaftsspielen im Einsatz.
In der Saison 2016/17 wurde Trương von der ASEAN Football Federation als Schiedsrichterassistentin des Jahres ausgezeichnet.
Trương ist Lehrerin an der PTTH Tân Trụ in der Provinz Long An.